# Număr aspirant
Un număr aspirant este un număr natural cu proprietatea că seria sa alicotă se termină într-un număr perfect.
Primele 12 numere aspirante cunoscute sunt 25, 95, 119, 143, 417, 445, 565, 608, 650, 652, 675, 685. 
De exemplu, pentru 25 seria alicotă este (25,6); pentru 95 seria alicotă este (95,25,6) ș.a.m.d., 6 este număr perfect.
Există numere mai mici decât 1000 a căror serie alicotă nu a putut fi calculată până la sfârșit, astfel nu se știe dacă următoarele numere sunt aspirante: 276, 306, 396, 552, 564, 660, 696, 780, 828, 888, 966, 996.